# Antoni Duchnik
Antoni Duchnik (ur. 1673, zm. 18 marca 1747) – burmistrz i rajca kielecki.
Został ochrzczony 22 maja 1673 roku. Był synem Mikołaja Duchnika oraz Zofii. Dwukrotnie żonaty – najpierw z Reginą, później zaś z Zofią. Miał troje dzieci. W 1700 roku został członkiem Bractwa Różańcowego. W 1719 po raz pierwszy notowany jako burmistrz kielecki, następnie w 1721 i w latach 1725–1728, 1730–1734, 1737–1745. Wielokrotnie pełnił również funkcję rajcy (1722–1723, 1725, 1729–1730, 1735–1736, 1740 i 1745). W 1723 brał czynny udział w komisji do zreformowania władz miejskich (utworzonej przez biskupa Konstantego Felicjana Szaniawskiego). W tym samym roku został pobity oraz słownie znieważony przez dziedzicznego wójta kieleckiego Ignacego Sośnickiego.